# Dark psytrance
La dark psytrance, souvent abrégé dark psy ou dark-psy, est un genre de musique électronique ayant émergé de la psytrance. Contrairement à cette dernière, la dark psytrance développe un côté plus sombre, plus lourd et plus rapide. Le tempo peut varier de 145 à plus de 200 BPM.

## Histoire
La dark psytrance s'est développé dans les années 2000, principalement en Russie et en Allemagne. 
La dark psytrance est essentiellement jouée dans les festivals et dans les raves, partout autour du monde. Les plus connus étant le Momento Demento en Croatie, au Master of Puppets en République Tchèque, Boom Festival au Portugal, Ozora en Hongrie, Liquid Moon à Zurich, Suisse, Goa Gil's Birthday Bash, Soulbringer, Gaian Mind Summer Festival, Orb Festival, Earthdance, World Bridge à Asheville, NC, Tantra Music Festival, Son libre Festival ou encore Hadra Trance Festival  en France. Des festivals de renommée locale tels que l'Open Trip Fest en Italie incluent aussi de la dark psytrance dans ses sets.
La bande originale du film The Neon Demon, sorti en 2016 et réalisé par Nicolas Winding Refn, est notamment catégorisé dark psytrance.

## Caractéristiques
Les chants sont très rares dans la dark psytrance. Ils sont habituellement remplacés par des samples de films d'horreur ou de science-fiction. Il existe parfois des références à des morceaux de genres différents, mais le plus souvent dans le but de les discréditer. L'ambiance musicale se rapproche assez du dark ambient, du darkcore, de la musique industrielle et de l'aggrotech. Le genre se caractérise par une volonté de créer une atmosphère lourde et inquiétante, basée sur l'utilisation de rythmes pesants, saccadés (breakbeat) et saturés, de mélodies composées de sons futuristes.

## Artistes notables
Les artistes notables du genre Pharmacy Music, Monno Wurtz, Organic Waves et Triceradrops.